# België op de Olympische Jeugdzomerspelen 2014
België was een van de deelnemers aan de Olympische Jeugdzomerspelen 2014 in Nanking, de tweede editie van de Olympische Jeugdzomerspelen. De Belgische delegatie telde 33 leden en won zes medailles. België eindigde 57ste in het medailleklassement.

## Medailleoverzicht
| Sport      | Olympiër            | Discipline       | Medaille |
| ---------- | ------------------- | ---------------- | -------- |
| Taekwondo  | Indra Craen         | -49 kg (v)       | Zilver   |
| Gymnastiek | Luka van den Keybus | Rekstok          | Zilver   |
| Judo       | Jorre Verstraeten   | -55 kg (m)       | Brons    |
| Taekwondo  | Si Mohamed Ketbi    | -55 kg (m)       | Brons    |
| Taekwondo  | Laura Roebben       | -55 kg (v)       | Brons    |
| Atletiek   | Chloë Beaucarne     | 100 m horden (v) | Brons    |

## Deelnemers en resultaten
(m) = mannen, (v) = vrouwen 

### Atletiek
| Olympiër         | Onderdeel        | Kwalificaties | Kwalificaties | Finale       | Finale       |
| Olympiër         | Onderdeel        | Resultaat     | Plaats        | Resultaat    | Plaats       |
| ---------------- | ---------------- | ------------- | ------------- | ------------ | ------------ |
| Lotte Scheldeman | 800 m (v)        | 2:09.94       | 3de Q         | 2:07.83      | 5de          |
| Chloë Beaucarne  | 100 m horden (v) | 13.46         | 2de Q         | 13.61        | Brons        |
| Hanne Maudens    | Verspringen (v)  | 6m07          | 2de Q         | 6m04         | 4de          |
| Claire Orcel     | Hoogspringen (v) | Niet gestart  | Niet gestart  | Niet gestart | Niet gestart |

### Basketbal

#### Shoot-out
| Olympiër           | Onderdeel     | Kwalificaties | Kwalificaties | Finale              | Finale              |
| Olympiër           | Onderdeel     | Punten        | Plaats        | Punten              | Plaats              |
| ------------------ | ------------- | ------------- | ------------- | ------------------- | ------------------- |
| Aline Verelst      | Shoot-out (v) | 6             | 7e            | Niet gekwalificeerd | Niet gekwalificeerd |
| Eline Maesschalk   | Shoot-out (v) | 3             | 21e           | Niet gekwalificeerd | Niet gekwalificeerd |
| Fauve Bastiaenssen | Shoot-out (v) | 1             | 58e           | Niet gekwalificeerd | Niet gekwalificeerd |

#### Team (v)
| Olympiër                                                                   | Onderdeel | Resultaat   |
| -------------------------------------------------------------------------- | --------- | ----------- |
| Fauve Bastiaenssen Eline Maesschalck Laeticia Mpoyi Wa Mpoyi Aline Verelst | Meisjes   | Kwartfinale |

| #  | Land             | Wedstrijden | Wedstrijden | Wedstrijden | Doelpunten | Doelpunten | Doelpunten | Punten |
| -- | ---------------- | ----------- | ----------- | ----------- | ---------- | ---------- | ---------- | ------ |
| #  | Land             | GW          | W           | V           | V          | T          | Saldo      | Punten |
| 1  | Verenigde Staten | 9           | 9           | 0           | 190        | 54         | +136       | 18     |
| 2  | België           | 9           | 7           | 2           | 136        | 75         | +61        | 16     |
| 3  | Thailand         | 9           | 6           | 3           | 96         | 102        | -6         | 15     |
| 4  | Tsjechië         | 9           | 6           | 3           | 140        | 106        | +34        | 15     |
| 5  | Chinees Taipei   | 9           | 5           | 4           | 124        | 114        | +10        | 14     |
| 6  | Roemenië         | 9           | 5           | 4           | 118        | 102        | +16        | 14     |
| 7  | Egypte           | 9           | 4           | 5           | 125        | 127        | -2         | 13     |
| 8  | Guam             | 9           | 2           | 7           | 77         | 151        | -74        | 11     |
| 9  | Andorra          | 9           | 1           | 8           | 76         | 161        | -85        | 10     |
| 10 | Indonesië        | 9           | 0           | 9           | 66         | 156        | -90        | 9      |

| groepsfase  |             |                  |          |          |        |  |  |
| 18 augustus | 18:40       | België           | 22 – 7   | Guam     |        |  |  |
| 19 augustus | 18:20       | België           | 22 – 1   | Andorra  |        |  |  |
| 19 augustus | 20:40       | Chinees Taipei   | 11 – 13  | België   |        |  |  |
| 20 augustus | 19:40       | België           | 16 – 6   | Tsjechië |        |  |  |
| 22 augustus | 17:40       | Verenigde Staten | 21 – 6   | België   |        |  |  |
| 22 augustus | 20:20       | België           | 12 – 10  | Roemenië |        |  |  |
| 23 augustus | 19:40       | Indonesië        | 1 – 22   | België   |        |  |  |
| 24 augustus | 17:20       | België           | 16 – 10  | Egypte   |        |  |  |
| 24 augustus | 21:40       | Thailand         | 8 – 7    | België   |        |  |  |
|             |             |                  |          |          |        |  |  |
| 8e finale   | 25 augustus | 18:20            | Brazilië | 16 – 20  | België |  |  |
|             |             |                  |          |          |        |  |  |
| kwartfinale | 25 augustus | 20:30            | Spanje   | 16 – 14  | België |  |  |

### Boogschieten

#### Individueel
| Olympiër     | Onderdeel       | Kwalificaties | Kwalificaties | 16e finale             | 8e finale              | Kwartfinale            | Halve finale           | Finale                 | Plaats |
| Olympiër     | Onderdeel       | Resultaat     | Plaats        | Tegenstander Resultaat | Tegenstander Resultaat | Tegenstander Resultaat | Tegenstander Resultaat | Tegenstander Resultaat | Plaats |
| ------------ | --------------- | ------------- | ------------- | ---------------------- | ---------------------- | ---------------------- | ---------------------- | ---------------------- | ------ |
| Rick Martens | Individueel (m) | 666           | 14de          | Dubrova 7-3            | D'Almeida 4-6          | Uitgeschakeld          | Uitgeschakeld          | Uitgeschakeld          | 9      |

#### Team
| Olympiër                         | Onderdeel    | 16e finale             | 8e finale              | Kwartfinale            | Halve finale           | 3e/4e plaats           | Plaats |
| Olympiër                         | Onderdeel    | Tegenstander Resultaat | Tegenstander Resultaat | Tegenstander Resultaat | Tegenstander Resultaat | Tegenstander Resultaat | Plaats |
| -------------------------------- | ------------ | ---------------------- | ---------------------- | ---------------------- | ---------------------- | ---------------------- | ------ |
| Gemengd team (met Regina Romero) | Gemengd team | Elsehely Lee 5-3       | Dubrova Pitman 5-1     | Han Kazanskaya 6-2     | Freywald Zolkepeli 2-6 | Peters Tuokkola 2-6    | 4      |

### Golf

#### Individueel
| Olympiër      | Onderdeel | Ronde 1 | Ronde 1 | Ronde 2 | Ronde 2 | Ronde 2 | Ronde 3 | Ronde 3 | Ronde 3 | Totaal | Totaal |
| Olympiër      | Onderdeel | Score   | Plaats  | Score   | Totaal  | Plaats  | Score   | Totaal  | Plaats  | Score  | Plaats |
| ------------- | --------- | ------- | ------- | ------- | ------- | ------- | ------- | ------- | ------- | ------ | ------ |
| Alan de Bondt | Jongens   | 77      | 25e     | 78      | 155     | 27e     | 79      | 234     | 28e     | 234    | 28e    |
| Clara Aveling | Meisjes   | 74      | 16e     | 75      | 149     | 21e     | 78      | 227     | 20e     | 227    | 20e    |

#### Team
| Olympiër                    | Onderdeel | Ronde 1 (Foursome) | Ronde 1 (Foursome) | Ronde 2 (Fourball) | Ronde 2 (Fourball) | Ronde 2 (Fourball) | Ronde 3 (Individual Stroke) | Ronde 3 (Individual Stroke) | Ronde 3 (Individual Stroke) | Ronde 3 (Individual Stroke) | Totaal | Totaal |
| Olympiër                    | Onderdeel | Score              | Plaats             | Score              | Totaal             | Plaats             | Jongen                      | Meisje                      | Totaal                      | Plaats                      | Score  | Plaats |
| --------------------------- | --------- | ------------------ | ------------------ | ------------------ | ------------------ | ------------------ | --------------------------- | --------------------------- | --------------------------- | --------------------------- | ------ | ------ |
| Alan de Bondt Clara Aveling | Gemengd   | 69                 | 17e                | 71                 | 140                | 15e                | 71                          | 76                          | 147                         | 17e                         | 287    | 14e    |

### Gymnastiek
| Olympiër            | Onderdeel             | Finale | Finale | Finale | Finale | Finale | Finale   | Finale | Finale |
| Olympiër            | Onderdeel             | Vloer  | Paard  | Ringen | Sprong | Brug   | Rekstok  | Totaal | Plaats |
| ------------------- | --------------------- | ------ | ------ | ------ | ------ | ------ | -------- | ------ | ------ |
| Luka van den Keybus | Kwalificatie meerkamp | 13,600 | 12,550 | 12,900 | 13,775 | 13,300 | 13,250 Q | 79,375 | 11e Q  |
| Luka van den Keybus | Rekstok               |        |        |        |        |        | 13,666   |        | Zilver |
| Luka van den Keybus | Finale meerkamp       | 13,350 | 12,400 | 12,700 | 13,650 | 13,600 | 13,450   | 79,150 | 9e     |

### Judo

#### Individueel
| Olympiër          | Onderdeel  | Eerste ronde           | Kwartfinale             | Halve finale               | Herkansing                  | Finale / 3e/4e           | Finale / 3e/4e |
| Olympiër          | Onderdeel  | Tegenstander Resultaat | Tegenstander Resultaat  | Tegenstander Resultaat     | Tegenstander Resultaat      | Tegenstander Resultaat   | Plaats         |
| ----------------- | ---------- | ---------------------- | ----------------------- | -------------------------- | --------------------------- | ------------------------ | -------------- |
| Jorre Verstraeten | -55 kg (m) |                        | Bryan Jolly W met ippon | Natig Gurbanli V met shido | Geplaatst voor troostfinale | Gavin Mogopa W met ippon | Brons          |
| Sophie Berger     | -78 kg (v) |                        | Unelle Snyman V         | Uitgeschakeld              | Kamila Pasternak V          | Uitgeschakeld            | 9              |

#### Team
| Olympiër | Onderdeel    | 8e finale                       | Kwartfinale            | Halve finale           | Finale                 | Finale |
| Olympiër | Onderdeel    | Tegenstander Resultaat          | Tegenstander Resultaat | Tegenstander Resultaat | Tegenstander Resultaat | Plaats |
| --- | ------------ | ------------------------------- | ---------------------- | ---------------------- | ---------------------- | ------ |
| Team Yamashita Frank De Wit Nellie Einstein Sandrine Mbazoghe Endamne Lubjana Piovesana Sara Rodriguez Tsogtbaatar Tsend-Ochir Jorre Verstraeten | Gemengd team | Team Douillet V 3(112) - 3(200) | Uitgeschakeld          | Uitgeschakeld          | Uitgeschakeld          | 9      |
| Team Kerr Sophie Berger Karla Lorenzana Saliou Ndiaye Jennifer Schwille Oussama Snoussi Pawel Wawrzyczek Bauyrzhan Zhauyntayev                   | Gemengd team | Team Berghmans V 2 - 4          | Uitgeschakeld          | Uitgeschakeld          | Uitgeschakeld          | 9      |

### Roeien
| Olympiër            | Onderdeel | Reeksen | Reeksen | Herkansingen | Herkansingen | Halve finale C/D | Halve finale C/D | Finale C | Finale C |
| Olympiër            | Onderdeel | Tijd    | Plaats  | Tijd         | Plaats       | Tijd             | Plaats           | Tijd     | Plaats   |
| ------------------- | --------- | ------- | ------- | ------------ | ------------ | ---------------- | ---------------- | -------- | -------- |
| Niels Van Zandweghe | Skiff (m) | 3.44,53 | 4e QR   | 3.32,25      | 2e QC        | 3.38,05          | 5e QC            | 3.36,45  | 11e      |

### Taekwondo
| Olympiër         | Onderdeel  | Voorronde | Kwartfinale        | Halve finale  | Finale        | Plaats |
| ---------------- | ---------- | --------- | ------------------ | ------------- | ------------- | ------ |
| Si Mohamed Ketbi | -55 kg (m) |           | Arevalo W 17-3     | Joo V 2-3     | Uitgeschakeld | Brons  |
| Indra Craen      | -49 kg (v) |           | Adamkiewicz W 14-9 | Zhan W 12-11  | Huang V 5-11  | Zilver |
| Laura Roebben    | -55 kg (v) |           | Martignani W 8-7   | Babić V 4-13  | Uitgeschakeld | Brons  |
| Amber Pannemans  | -63 kg (v) |           | Alizadeh V 2-15    | Uitgeschakeld | Uitgeschakeld | 5e     |

### Zwemmen
Afghanistan · Albanië · Algerije · Amerikaanse Maagdeneilanden · Amerikaans-Samoa · Andorra · Angola · Antigua en Barbuda · Argentinië · Armenië · Aruba · Australië · Azerbeidzjan · Bahama's · Bahrein · Bangladesh · Barbados · België · Belize · Benin · Bermuda · Bhutan · Bolivia · Bosnië en Herzegovina · Botswana · Brazilië · Britse Maagdeneilanden · Brunei · Bulgarije · Burkina Faso · Burundi · Cambodja · Canada · Centraal-Afrikaanse Republiek · Chili · China · Chinees Taipei · Colombia · Comoren · Congo-Brazzaville · Congo-Kinshasa · Cookeilanden · Costa Rica · Cuba · Cyprus · Denemarken · Djibouti · Dominica · Dominicaanse Republiek · Duitsland · Ecuador · Egypte · El Salvador · Equatoriaal-Guinea · Eritrea · Estland · Ethiopië · Fiji · Filipijnen · Finland · Frankrijk · Gabon · Gambia · Georgië · Ghana · Grenada · Griekenland · Groot-Brittannië · Guam · Guatemala · Guinee · Guinee‑Bissau · Guyana · Haïti · Honduras · Hongarije · Hongkong · Ierland · IJsland · India · Indonesië · Irak · Iran · Israël · Italië · Ivoorkust · Jamaica · Japan · Jemen · Jordanië · Kaaimaneilanden · Kaapverdië · Kameroen · Kazachstan · Kenia · Kirgizië · Kiribati · Koeweit · Kroatië · Laos · Lesotho · Letland · Libanon · Liberia · Libië · Liechtenstein · Litouwen · Luxemburg · Macedonië · Madagaskar · Malawi · Maldiven · Maleisië · Mali · Malta · Marshalleilanden · Marokko · Mauritanië · Mauritius · Mexico · Micronesia · Moldavië · Monaco · Mongolië · Montenegro · Mozambique · Myanmar · Namibië · Nauru · Nederland · Nepal · Nicaragua · Nieuw-Zeeland · Niger · Nigeria · Noord-Korea · Noorwegen · Oeganda · Oekraïne · Oezbekistan · Oman · Oostenrijk · Oost‑Timor · Pakistan · Palau · Palestina · Panama · Papoea-Nieuw-Guinea · Paraguay · Peru · Polen · Portugal · Puerto Rico · Qatar · Roemenië · Rusland · Rwanda · Saint Kitts en Nevis · Saint Lucia · Saint Vincent en Grenadines · Salomonseilanden · Samoa · San Marino · Sao Tomé en Principe · Saoedi-Arabië · Senegal · Servië · Seychellen · Sierra Leone · Singapore · Slovenië · Slowakije · Soedan · Somalië · Spanje · Sri Lanka · Suriname · Swaziland · Syrië · Tadzjikistan · Tanzania · Thailand · Togo · Tonga · Trinidad en Tobago · Tsjaad · Tsjechië · Tunesië · Turkije · Turkmenistan · Tuvalu · Uruguay · Vanuatu · Venezuela · Verenigde Arabische Emiraten · Verenigde Staten · Vietnam · Wit-Rusland · Zambia · Zimbabwe · Zuid-Afrika · Zuid-Korea · Zweden · Zwitserland